# Sphecodes capensis
Sphecodes capensis är en biart som beskrevs av Cameron 1905. Sphecodes capensis ingår i släktet blodbin, och familjen vägbin. Inga underarter finns listade i Catalogue of Life.